# 雅尼斯·C·約索斯
雅尼斯·C·約索斯（英語：Yannis C. Yortsos），现任南加州大学维特比工程学院院长。他自2005年6月起担任这一职务，并担任Zohrab A. Kaprielian工程系主任。从1995年1月以来，他还担任Chester F. Dolley主席。 他于2008年2月当选为美国国家工程院院士，并担任过Section11的秘书、副主席和主席，以及NAE Section 11与美国国家研究委员会的联络人。自2017年7月起，約索斯担任NAE理事会成员。
2011年，他被授予AIME和SPE荣誉会员荣誉称号。2013年，被选为雅典学院的准会员。2014年，获得埃利斯荣誉勋章。2017年，获得清华大学的荣誉学位。